# Eddie – Miezen und Moneten
Eddie – Miezen und Moneten (Originaltitel: Tela de araña) ist ein französisch-spanischer Spielfilm aus dem Jahr 1963 von José Luis Monter mit Eddie Constantine in der Hauptrolle. Seine Premiere feierte das Werk am 31. Juli 1963 in Frankreich. In die deutschen Kinos kam der Film am 6. September 1963.

## Inhalt
Der ehemalige Polizist Eddie Ross kommt in Madrid der jungen Esperanza zu Hilfe, die auf offener Straße ausgeraubt wird. Es kommt zu einem Messerkampf mit dem Unbekannten, den Eddie für sich entscheiden kann. Durch die Fingerabdrücke auf dem Messer gerät Eddie in die Abhängigkeit des geheimnisvollen Martinez. Dieser beauftragt ihn, erpresserische Briefe an diverse Personen zu verteilen. Schnell erkennt Eddie den Plan des Gangsters. Martinez will die eingezogenen bei der Zentralbank zur Vernichtung eingelieferten Banknoten austauschen. Durch den Austausch würde der Raub unbemerkt bleiben. Eddie missachtet einige der Anweisungen und lenkt mit Hilfe von Esperanza einige der Beauftragten um. Als Eddie Don Álvaro, den Sekretär des Bankdirektors, von dem Plan unterrichtet, wiegelt dieser ab, sodass sich Eddie genötigt sieht, selbst die Polizei einzuschalten. Es wird vereinbart, den Verbrecher zunächst gewähren zu lassen, um ihn von der Polizei auf frischer Tat ertappen zu lassen. Nach dem Raub stellt sich Don Álvaro als Martinez heraus, Eddie, der dieses bereits geahnt hat, wird von der Polizei gerettet und gewinnt die Liebe Esperanzas.

## Rezeption
Der Filmdienst betitelte den Film als „Härter und weniger parodistisch als andere Constantine-Filme“.
Cinema bezeichnete den Film als „arg angestaubt“.

## Synchronisation
Die deutsche Synchronfassung entstand bei der Internationale Film-Union, Remagen unter der Dialogregie von Horst H. Roth. Das Dialogbuch verfasste Paula Lepa.
| Darsteller        | Synchronsprecher | Rolle                 |
| ----------------- | ---------------- | --------------------- |
| Eddie Constantine | Arno Assmann     | Eddie Ross            |
| Elisa Montés      | Ursula Herwig    | Esperanza             |
| José Nieto        | Herbert Weicker  | Martinez / Don Álvaro |